# Блакитний дракон (телевізійна премія)
Телевізійна премія «Блакитний дракон» (кор. 청룡시리즈어워즈, англ. Blue Dragon Series Awards) — південнокорейська щорічна телевізійна премія, яку присуджують за видатні досягнення у сфері Інтернет-телебачення та OTT. Церемонію вручення організовує газета Sports Chosun, що є підбрендом газети The Chosun Ilbo. Претиндентами на номінацію можуть стати лише оригінальні серіали та розважальні програми, що створенні або проінвестовані сервісами, які доступні в Південній Кореї такі як Netflix, Disney+, seezn, Apple TV+, WATCHA, wavve, KakaoTV, Coupang Play і TVING.

## Категорії
- Найкраща драма
- Найкраща розважальна програма
- Найкращий актор
- Найкращий акторка
- Найкращий учасник розважальної програми
- Найкраща учасниця розважальної програми
- Найкращий актор другого плану
- Найкраща акторка другого плану
- Найкращий новий актор
- Найкраща нова акторка
- Найкращий новий учасник розважальної програми
- Найкраща нова учасниця розважальної програми
- Нагорода «Популярна зірка» (актор / акторка)

## Великий приз
| № | Рік  | Переможець     | Робота         | Примітки      |
| - | ---- | -------------- | -------------- | ------------- |
| 1 | 2022 | —              | —              | [ 4 ] [ 5 ]   |
| 2 | 2023 | Сон Хє Кьо     | «Слава»        | [ 6 ] [ 7 ]   |
| 3 | 2024 | «Переїзд»      | «Переїзд»      | [ 8 ] [ 9 ]   |
| 4 | 2025 | «Гарна робота» | «Гарна робота» | [ 10 ] [ 11 ] |

## Серіали

### Найкраща драма
| Рік  | Переможець                      |
| ---- | ------------------------------- |
| 2022 | «Погоня за дезертирами»         |
| 2023 | «Велика ставка»                 |
| 2024 | «Щоденна доза сонця»            |
| 2025 | «Травмпункт: Герої за викликом» |

### Найкращий актор
| Рік  | Переможець | Робота                          |
| ---- | ---------- | ------------------------------- |
| 2022 | Лі Чон Че  | «Гра в кальмара»                |
| 2023 | Ха Чон У   | «Наркосвяті»                    |
| 2024 | Ім Сі Ван  | «Юність»                        |
| 2025 | Чу Джіхун  | «Травмпункт: Герої за викликом» |

### Найкраща акторка
| Рік  | Переможець | Робота               |
| ---- | ---------- | -------------------- |
| 2022 | Кім Ко Ин  | «Клітини мозку Юмі»  |
| 2023 | Пе Сюзі    | «Анна»               |
| 2024 | Пак По Йон | «Щоденна доза сонця» |
| 2025 | Лі Джіин   | «Гарна робота»       |

### Найкращий актор другого плану
| Рік  | Переможець | Робота                |
| ---- | ---------- | --------------------- |
| 2022 | Лі Хак Джу | «Політична лихоманка» |
| 2023 | Лі Тон Хві | «Велика ставка»       |
| 2024 | Ан Чехон   | «Дівчина в масці»     |
| 2025 | Лі Кван Су | «Карма»               |

### Найкраща акторка другого плану
| Рік  | Переможець  | Робота                |
| ---- | ----------- | --------------------- |
| 2022 | Кім Сін Рок | «Поклик пекла»        |
| 2023 | Лім Чі Йон  | «Слава»               |
| 2024 | Кім Хена    | «Крамниця для вбивць» |
| 2025 | Йом Хєран   | «Гарна робота»        |

### Найкращий новий актор
| Рік  | Переможець  | Робота                          |
| ---- | ----------- | ------------------------------- |
| 2022 | Ко Кьо Хван | «Погоня за дезертирами»         |
| 2023 | Пак Чі Хун  | «Слабкий герой Клас 1»          |
| 2024 | Лі Чонха    | «Переїзд»                       |
| 2025 | Чху Йон'у   | «Травмпункт: Герої за викликом» |

### Найкраща нова акторка
| Рік  | Переможець | Робота                 |
| ---- | ---------- | ---------------------- |
| 2022 | Чон Хо Йон | «Гра в кальмара»       |
| 2023 | Сін Є Ин   | «Чужа помста»          |
| 2024 | Ко Юн Джон | «Переїзд»              |
| 2025 | Кім Мінха  | «За тиждень до смерті» |

## Розважальні програми

### Найкраща розважальна програма
| Рік  | Переможець                         |
| ---- | ---------------------------------- |
| 2022 | «Обмін коханням»                   |
| 2023 | Сирена: Вижити на острові          |
| 2024 | «Місце перевірки думок: Спільнота» |
| 2025 | «Битва кулінарних класів»          |

### Найкращий учасник розважальної програми
| Рік  | Переможець | Робота                                              |
| ---- | ---------- | --------------------------------------------------- |
| 2022 | Кан Хо Дон | «Нова подорож на Захід: Спеціальний весняний табір» |
| 2023 | Ю Че Сок   | «Playou Новий рівень: Світ лиходія»                 |
| 2024 | Сін Тонйоп | «Суботнього вечора в прямому ефірі: Корея: Сезон 5» |
| 2025 | Кіан84     | «Kian84: Чудернацький готель»                       |

### Найкраща учасниця розважальної програми
| Рік  | Переможець                                                 | Робота                                     |
| ---- | ---------------------------------------------------------- | ------------------------------------------ |
| 2022 | Celeb Five (Сон Ин І, Ан Йон Мі, Сін Бон Сон, Кім Сін Йон) | «Celeb Five: За лаштунками»                |
| 2023 | Чу Хьон Йон                                                | «Суботнього вечора в прямому ефірі: Корея» |
| 2024 | Чан Тойон                                                  | «Клуб таємниць старшої школи: Сезон 3»     |
| 2025 | Лі Суджі                                                   | «Суботнього вечора в прямому ефірі: Корея» |

### Найкращий новий учасник розважальної програми
| Рік  | Переможець  | Робота                |
| ---- | ----------- | --------------------- |
| 2022 | Кай         | «Новий світ»          |
| 2023 | Dex         | «Кровава гра»         |
| 2024 | Квак Чунбін | «Диявольський план»   |
| 2025 | Мун Санхун  | «Пусте меню для тебе» |

### Найкраща нова учасниця розважальної програми
| Рік  | Переможець  | Робота                                              |
| ---- | ----------- | --------------------------------------------------- |
| 2022 | Чу Хьон Йон | «Суботнього вечора в прямому ефірі: Корея»          |
| 2023 | Кім А Йон   | «Суботнього вечора в прямому ефірі: Корея»          |
| 2024 | Юн Каі      | «Суботнього вечора в прямому ефірі: Корея: Сезон 5» |
| 2025 | Мімі        | «Kian є директором»                                 |

## Нагорода «Популярна зірка»
| Рік                                   | Переможець                              |
| ------------------------------------- | --------------------------------------- |
| 2022                                  | Чон Хе Ін                               |
| 2022                                  | Хан Хьо Джу                             |
| 2022                                  | Кан Даніель                             |
| 2022                                  | Лі Йон Джін                             |
| 2022                                  | Пак Че Чхан                             |
| 2022                                  | Пак Со Хам                              |
| Нагорода «Популярна зірка» від TIRTIR |                                         |
| 2023                                  | Пак Че Чхан                             |
| 2023                                  | Кім Йон Ґьон                            |
| 2023                                  | Чха Ин У                                |
| 2023                                  | Лі Кван Су                              |
| 2024                                  | DEX («Всесвіт зомбі»)                   |
| 2024                                  | Чо Мійон («Роман моїх братів і сестер») |
| 2024                                  | Чхве У Сік («Убивчий парадокс»)         |
| 2024                                  | Пак Чіюн («Місце злочину: Повернення»)  |
| Нагорода «Популярна зірка» від Upbit  |                                         |
| 2025                                  | Пак Боґом                               |
| 2025                                  | Лі Чунхьок                              |
| 2025                                  | Лі Джіин                                |
| 2025                                  | Лі Хєрі                                 |

## Нагорода Whynot
| Рік  | Переможець   | Робота                      |
| ---- | ------------ | --------------------------- |
| 2023 | Чхве Хьон Ук | «Слабкий герой Клас 1»      |
| 2024 | Ан Юджін     | «Місце злочину: Повернення» |

## Нагорода за популярність (OST)
| Рік  | Переможець  | Робота                                            |
| ---- | ----------- | ------------------------------------------------- |
| 2023 | Пак Че Чхан | «Our Season» («Наш сезон: Весна з Пак Че Чханом») |
| 2024 | Чжан Хао    | «I Wanna Know» («Обмін коханням: Сезон 3»)        |
| 2025 | Йонджун     | «Boyfriend» («Попелюшка о 2 годині ночі»)         |

## Нагорода за позитивний вплив від LG Uplus
| Рік  | Переможець |
| ---- | ---------- |
| 2025 | Чі Єин     |